# معركة سامراء (2004)
معركة سامراء 2004 هي معركة وقعت عام 2004 اثناء حرب العراق. وقعت مدينة سامراء تحت سيطرة المسلحين بعد وقت قصير من سيطرتهم على الفلوجة والرمادي. في 1 أكتوبر/تشرين الأول 2004، شن 5 آلاف جندي امريكي وعراقي هجوما على المدينة، وسيطروا عليها بعد قتال دام مدة 3 ايام.

## خلفية
تعتبر مدينة سامراء من أهم المدن في محافظة صلاح الدين وفيها دفن الامامين العسكريين عند المسلمين الشيعة، وكانت المدينة تتمتع بستقرار أمني كبير قبل غزو العراق ودخول الجيش الأمريكي للمدينة في عام 2003م.

## ما قبل المعركة
خلال شهر ايلول/سبتمبر، شكل مجلس للمدينة ليحكمها بعد مفاوضات مع القادة المحليين، لكن سرعان ما سيطرة المسلحون العراقيون على المدينة، وبدأوا بحكم المدينة، وفرضوا المسلحين (بمن فيهم ابو مصعب الزرقاوي) قوانين صارمة مثل مصادرة اشرطة الكاسيت الموسيقية لأعتبارهة حرام، كما ازدات الهجمات على القوات الامريكية في محيط المدينة، حتى قرر القاظة الامريكان استعادة المدينة تمهيد لمعركة استعادة الفلوجة.

## المعركة
بعد سيطرة تنظيم القاعدة على مجلس قضاء سامراء وقائممقامية سامراء وعلى شوارع المدينة أعلنت الولايات المتحدة بدء عملية عسكرية لتحرير المدينة من سيطرة التنظيم.

## نتائج المعركة
بعد ثلاثة أيام من المعارك في المدينة فرضت قوات الجيش الأمريكي بمساعدة القوات العراقية السيطرة عليها وقتلت أكثر من 100 عنصر مسلح وألقت القبض على أكثر من 60 عنصر بينما قتل جندي أمريكي واحد في المعركة.

## أقرأ كذلك
- معركة الموصل 2004
- معركة الفلوجة الأولى
- معركة الفلوجة الثانية
- معركة النجف 2004
- معركة الكوت (2004)
- معركة جزيرة سامراء

## وصلات خارجية
شاهد معركة سامراء في يوتيوب 1
شاهد معركة سامراء في يوتيوب 2
شاهد معركة سامراء في يوتيوب 3